# Lîseanka, Jmerînka
Lîseanka (în ucraineană Лисянка) este un sat în comuna Pultivți din raionul Jmerînka, regiunea Vinnița, Ucraina.

## Demografie
Componența lingvistică a localității Lîseanka
     Ucraineană (99,57%)
     Alte limbi (0,43%)
Conform recensământului din 2001, majoritatea populației localității Lîseanka era vorbitoare de ucraineană (99,57%), existând în minoritate și vorbitori de alte limbi.